# Inspektorat Złoczów Armii Krajowej
Inspektorat Złoczów Armii Krajowej – terenowa struktura Okręgu Tarnopol Armii Krajowej.
W końcu 1943 stan osobowy Inspektoratu osiągnął liczbę około 3200 ludzi zorganizowanych w 20 kompanii i pięć samodzielnych plutonów. W ośrodku „Kedywu” działało 13 bojowych oddziałów dyspozycyjnych, to jest 52 patrole, każdy w składzie dowódca i pięciu żołnierzy.
W ramach Akcji „Burza” odtwarzał 52 Pułk Piechoty Strzelców Kresowych pod dowództwem por. Michała Horwatha „Kmicica”.

## Obsada personalna Inspektoratu
- dowódca Kedywu – kapitan AK Mieczysław Lipa „Wichura”
- komendant Wojskowej Służby Kobiet – Maria Hebdowska „Ludbor”, „Haska”

## Skład organizacyjny inspektoratu
Struktura organizacyjna podana za Atlas polskiego podziemia niepodległościowego:
- Obwód Złoczów Armii Krajowej
- Obwód Brody Armii Krajowej
- Obwód Zborów Armii Krajowej
- Obwód Busk (Kamionka)